# Anton Wladimirowitsch Glowazki
Anton Wladimirowitsch Glowazki (russisch Антон Владимирович Гловацкий; * 6. August 1988 in Magnitogorsk, Russische SFSR) ist ein russischer Eishockeyspieler, der seit 2011 bei Titan Klin in der Wysschaja Hockey-Liga unter Vertrag steht. 

## Karriere
Anton Glowazki begann seine Karriere als Eishockeyspieler in seiner Heimatstadt in der Nachwuchsabteilung des HK Metallurg Magnitogorsk, für dessen zweite Mannschaft er von 2004 bis 2008 in der drittklassigen Perwaja Liga aktiv war. Parallel gab er in der Saison 2006/07 sein Debüt für die Profimannschaft des HK Metallurg in der Superliga und wurde mit seinem Team auf Anhieb Russischer Meister. Zu diesem Erfolg trug er mit zwei Toren und fünf Vorlagen in insgesamt 34 Spielen bei. Auch in der Saison 2007/08 kam er wieder regelmäßig für den Superliga-Kader von Metallurg zum Einsatz. 
Die Saison 2008/09 begann Glowazki mit Metallurg Magnitogorsk in der neu gegründeten Kontinentalen Hockey-Liga. In dieser blieb er in vier Spielen punkt- und straflos, ehe er innerhalb der Liga zu Atlant Mytischtschi wechselte. Für die Mannschaft blieb er ebenfalls in zwei Spielen punkt- und straflos. Die Spielzeit selbst beendete er beim HK Metschel Tscheljabinsk in der zweitklassigen Wysschaja Liga sowie bei dessen zweiter Mannschaft in der Perwaja Liga. Von 2009 bis 2011 spielte er für den PHK Krylja Sowetow Moskau – zunächst in der Wysschaja Liga und in der Saison 2010/11 in der neuen zweiten russischen Spielklasse, der Wysschaja Hockey-Liga. Seit der Saison 2011/12 steht er für den Zweitligisten Titan Klin auf dem Eis. 

### International
Für Russland nahm Glowazki an der U18-Junioren-Weltmeisterschaft 2006 sowie der U20-Junioren-Weltmeisterschaft 2007 teil. Bei der U20-WM 2007 gewann er mit seiner Mannschaft die Silbermedaille. 

## Erfolge und Auszeichnungen
- 2007 Silbermedaille bei der U20-Junioren-Weltmeisterschaft
- 2007 Russischer Meister mit dem HK Metallurg Magnitogorsk

## KHL-Statistik
(Stand: Ende der Saison 2011/12)